# Карл фон Золмс-Браунфелс
Фридрих Вилхелм Карл Лудвиг Георг Алфред Александер фон Золмс-Браунфелс (на немски: Friedrich Wilhelm Karl Ludwig Georg Alfred Alexander von Solms-Braunfels; * 27 юли 1812, Нойщрелиц; † 13 ноември 1875, дворец Райнграфенщайн близо до Кройцнах) е принц от Золмс-Браунфелс, имперски императорски австрийски-унгарски фелдмаршал-лейтенант и основател на селището Ню Браунфелс в Тексас (САЩ). Той е племенник на пруския крал Фридрих Вилхелм II.

## Биография
Той е най-малкият син на принц генерал-майор Фридрих Вилхелм фон Золмс-Браунфелс (1770 – 1814) и принцеса Фридерика фон Мекленбург-Щрелиц (1778 – 1841), вдовица на принц Фридрих Лудвиг Карл фон Прусия († 1796), най-малката дъщеря на велик херцог Карл II фон Мекленбург-Щрелиц (1741 – 1816) и първата му съпруга Фридерика Каролина Луиза фон Хесен-Дармщат (1752– 1782). Майка му Фридерика се омъжва трети път на 29 май 1815 г. за братовчед си принц Ернст Август I фон Хановер (1771 – 1851) и от 1837 до 1841 г. е кралица на Хановер.
Брат е на Фридрих Вилхелм Хайнрих (1801 – 1868), Александер Фридрих Лудвиг (1807 – 1867), генерал-майор, и на Августа Луиза (1804 – 1865), омъжена в Берлин-Шьонхаузен на 26 юли 1827 г. за принц (от 1867 княз) Алберт фон Шварцбург-Рудолщат (1798 – 1869). Полубрат е от браковете на майка му на Фридрих Пруски (1794 – 1863) и Георг V фон Хановер (1819 – 1878).
Карл влиза във войската, през 1841 г. става капитан на кавалерията на имперската войска на Австрия. Той иска отпуска за една година и през 1844 г. става първият генерал-комисар в САЩ. На 18 март 1845 г. купува 500 хектара земя в Тексас и основава на 21 март Ню Браунфелс, който през 1850-те години става четвъртият по големина град в Тексас.
На 15 май 1845 г. Карл се връща обратно в Германия и отново влиза във войската. Той се мести като полковник-лейтенант във войската на Велико херцогство Хесен. През 1850 г. отново е в австрийската войска и през 1859 г. става командир на драгонска бригада на Боденското езеро. През немската война от 1866 г. Золмс се бие като австро-унгарски генерал-майор и командир на бригада под командването на фелдмаршал Лудвиг фрайхер фон Габленц и участва на 27 юни 1866 г. в битка в Чехия.
Карл напуска през 1868 г. войската с ранг фелдмаршал-лейтенант и полковник на драгонска бригада-регимент на Австро-Унгария. Оттегля се в двореца си Райнграфенщайн при Кройцнах на Нае.
Умира на 63 години на 13 ноември 1875 в Райнграфенщайн близо до Кройцнах и е погребан в градското гробище в Кройцнах.
Неговите другари, също и историците, му дават името „Тексас-Карл“, „Тексас Дон Кихот“ или „Последният рицар на Средновековието“.

## Фамилия
Първи брак: (морганатичен брак) тайно през 1834 г. с Луиза Августа Стефани Байрих, фон Шоенау (* 22 август 1808, Берлин; † Париж). Те се развеждат в началото на 1841 г. и по негово уреждане на 25 март същата година Луиза е издигната на фрайфрау фон Шьонау от великия херцог на Хесен. Те имат три деца:
- Мария фон Шьонау (* 4 ноември 1835, Ханау)
- Карл Луис фон Шьонау(* 29 януари 1837, Берлин; † 15 януари 1918, Мюнхен)
- Мелания фон Шьонау (* 12 март 1840, Франкфурт)

Втори брак: след връщането му от Тексас се жени втори път в Бендорф на 3 декември 1845 г. с принцеса Йозефа Мария Жозефина София фон Льовенщайн-Вертхайм-Розенберг (* 9 август 1814, Нойщат ам Майн; † 1876), вдовица на принц Франц Йозеф фон Залм-Залм (* 5 юли 1801, Хертен; † 31 декември 1842, Бон), дъщеря на 4. княз Доминик Константин фон Льовенщайн-Вертхайм-Рошфор (1762 – 1814) и втората му съпруга графиня Мария Кресценция фон Кьонигсег-Ротенфелс (1786 – 1821). Те имат пет деца:
- Лудвиг Ото Карл фон Золмс-Браунфелс (* 29 април 1847, Франкфурт на Майн; † 11 декември 1900, Аугсбург), принц на Золмс-Браунфелс, фрайхер фон Хунген, направен на 4 септември 1895 г. от пруския крал, женен на 16 декември 1877 г. в Питсбърг, Пенсилвания, (морганичен брак) за Каролина Дием (* 4 март 1851, Щутгарт; † 8 юли 1909, Мюнхен); децата им имат титлата фрейхер фон Хунген
- Еулалия Мария София Доротея (* 2 февруари 1851, Клайнхойбах; † 16 август 1922, Амай, Белгия), омъжена на 12 март 1874 г. в Баден-Баден за принц Едуард Хенри Август Ламорал де Лин (* 8 февруари 1839, Брюксел; † 17 октомври 1911, Ла Ньофвил-сус-Хай)
- Мария (* 26 юни1852, Цинкау; †23 юли 1882, Кьонигсбрюк, Саксония), омъжена на 30 април 1872 г. в Залцбург или в Дармщат за принц Херман фон Золмс-Браунфелс (* 8 октомври 1845, Дюселдорф; † 30 август 1900, дворец Браунфелс)
- София Мария Александрина Елизабет (* 12 декември 1853; † 14 маи 1869)
- Александер Фридрих Карл фон Золмс-Браунфелс (* 4 ноември 1855, Подибрад; † 3 юни 1926, Нидер-Ингелхайм ам Рейн), женен на 19 януари 1891 г. във Франкфурт на Майн за фрайин Есперанца фон Ерлангер (* 5 октомври 1870, Лондон; † 10 май 1944, Ингелхайм)